# Acacia ehrenbergiana
Acacia ehrenbergiana es una especie de árbol de la familia de las fabáceas. Se encuentra en África.

## Descripción
Es un arbusto o árbol que alcanza un tamaño de 2-6 (-7) m de altura, a menudo con muchos tallos,  a veces mostrando un color amarillo verdoso sin corteza;

## Distribución y hábitat
Se encuentra en zonas semidesérticas en los suelos arenosos, en la arena, en asociación con Zygophyllaceae, Panicum turgidum; en vaguadas en la arena en piedra arenisca (Mauritania), en suelo arcilloso-pedregoso, en desiertos arenosos y pedregosos, en wadis y en las llanuras, etc .. Se distribuye por el Norte de África, Egipto, Arabia e Irán. 
Es similar a Acacia hockii, pero difiere en que tiene sólo 1-2 (-3) pares de pinnas, y un rango de distribución algo diferente, además de ocupar los hábitats más secos. También se asemeja a Acacia seyal con la que se le ha confundido.

## Taxonomía
Acacia ehrenbergiana fue descrita por Friedrich Gottlob Hayne y publicado en Getreue Darstellung und Beschreibung der in der Arzneykunde Gebräuchlichen Gewächse 10: pl. 29. (1827)
Etimología
Ver: Acacia: Etimología
ehrenbergiana: epíteto otorgado en honor del botánico Christian Gottfried Ehrenberg.
Sinonimia
- Mimosa flava Forssk. (1775)
- Acacia flava (Forssk.) Schweinf.[3]